# شالوم إدري
شالوم إدري (بالعبرية: שלום אדרי‏) هو لاعب كرة قدم إسرائيلي في مركز الوسط، ولد في 7 أبريل 1994 في نتانيا في إسرائيل.

## وصلات خارجية
- شالوم إدري على موقع قاعدة بيانات كرة القدم.إي يو (الإنجليزية)
- شالوم إدري على موقع Soccerway.com (الإنجليزية)
- شالوم إدري على موقع عالم كرة القدم.نت (الإنجليزية)